# Трисульфид диванадия
Трисульфид диванадия — бинарное неорганическое соединение, соль металла ванадия и сероводородной кислоты с формулой V2S3, чёрный порошок, не растворимый в воде.

## Получение
- Нагревание оксида ванадия(III) в токе сероводорода:

{\displaystyle {\mathsf {V_{2}O_{3}+3H_{2}S\ {\xrightarrow {T}}\ V_{2}S_{3}+3H_{2}O}}}
- Нагревание оксида ванадия(V) в токе сероуглерода:

{\displaystyle {\mathsf {2V_{2}O_{5}+4CS_{2}\ {\xrightarrow {700^{o}C}}\ 2V_{2}S_{3}+4CO_{2}+SO_{2}}}}

## Физические свойства
Трисульфид диванадия образует чёрный порошок, не растворимый в воде.

## Химические свойства
- Окисляется при нагревании на воздухе:

{\displaystyle {\mathsf {2V_{2}S_{3}+11O_{2}\ {\xrightarrow {T}}\ 2V_{2}O_{5}+6SO_{2}}}}
- Восстанавливается водородом:

{\displaystyle {\mathsf {V_{2}S_{3}+H_{2}\ {\xrightarrow {1200^{o}C}}\ 2VS+H_{2}S}}}
- Реагирует с парами серы:

{\displaystyle {\mathsf {V_{2}S_{3}+2S\ {\xrightarrow {400^{o}C}}\ V_{2}S_{5}}}}